# 臺北市政府工務局公園路燈工程管理處花卉試驗中心

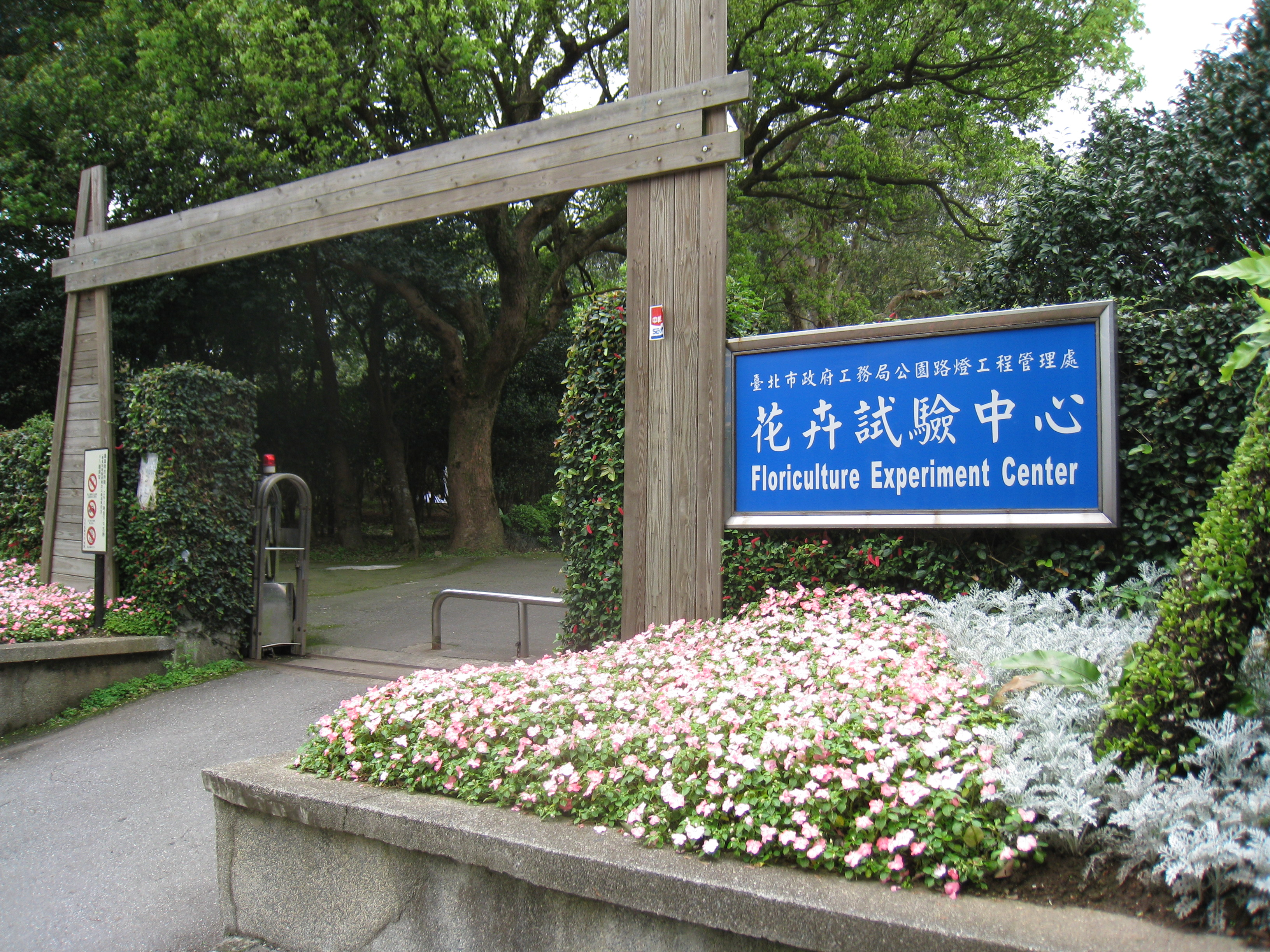
臺北市政府工務局公園路燈工程管理處花卉試驗中心入口

臺北市政府工務局公園路燈工程管理處花卉試驗中心座落於陽明山區，位於中國文化大學旁，有「台北後花園」之稱，隸屬臺北市政府工務局公園路燈工程管理處。主園區佔地廣闊，因為鄰近陽明山國家公園，所以會常態配合陽明山花季，是許多對新郎新娘拍攝婚紗照的場所，更是家人、親子休閒活動賞花的好去處，非常適合親子同遊。地址：臺北市士林區仰德大道四段175巷32號。

## 歷史
1949年，在多位學者積極規劃及努力墾荒下，臺灣省政府農林廳農業試驗所成立「陽明山柑橘示範場」。而後，陽明山柑橘示範場之試驗研究與培育工作以致力於杜鵑花、茶花等花木研究為主，果樹為副。1965年，陽明山柑橘示範場更名為「陽明山工作站」，仍隸屬臺灣省政府農林廳農業試驗所士林園藝分所。1972年，奉行政院指示，陽明山工作站移交臺北市政府工務局公園路燈管理處（1977年1月改為臺北市政府工務局公園路燈工程管理處）。1980年5月26日，陽明山工作站改為「花卉試驗中心」，致力於花卉培育、試驗研究等工作，加強綠美化植物的繁殖栽培與技術推廣。
花卉試驗中心園內有十幾公頃，種植著不同季節、不同開花期的花卉，讓民眾四季皆有花可賞，還有水生植物區可以細細觀賞水中植物及小生物的生態。為了方便服務市民，臺北市政府更將花卉試驗中心定為施政重點及努力方向，並於2003年開放民眾進入園區參觀，將園區長期的經營做為一個永續的發展，並栽培及試驗各式各樣百般不同的花種。

## 栽培花種
茶花、香草、酢漿草、香花、菊花、楓樹、海棠、原生杜鵑、梅花、蕨類、針葉樹、睡蓮、吉野櫻、細葉蘭花參……等等。

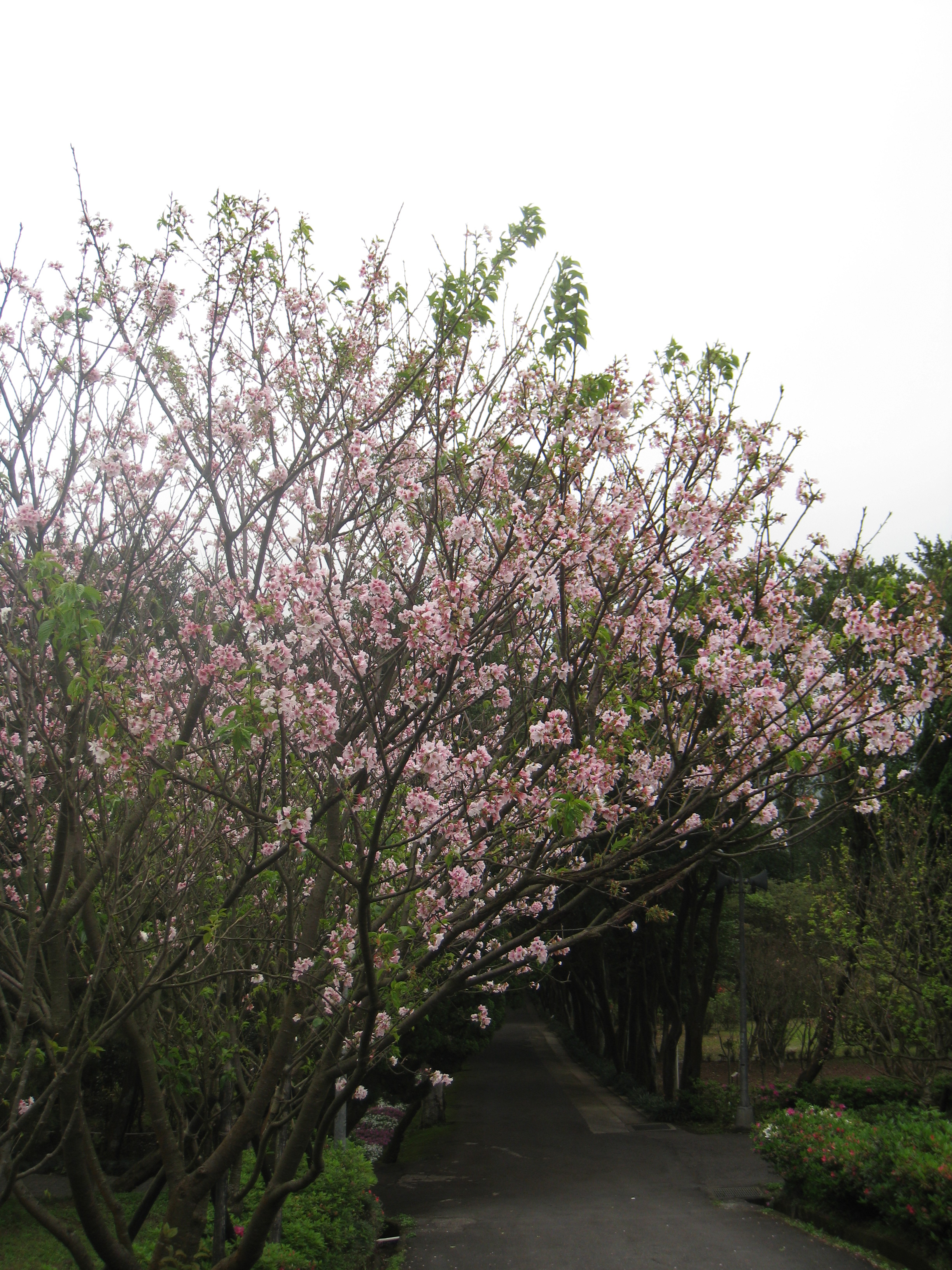
櫻花一景
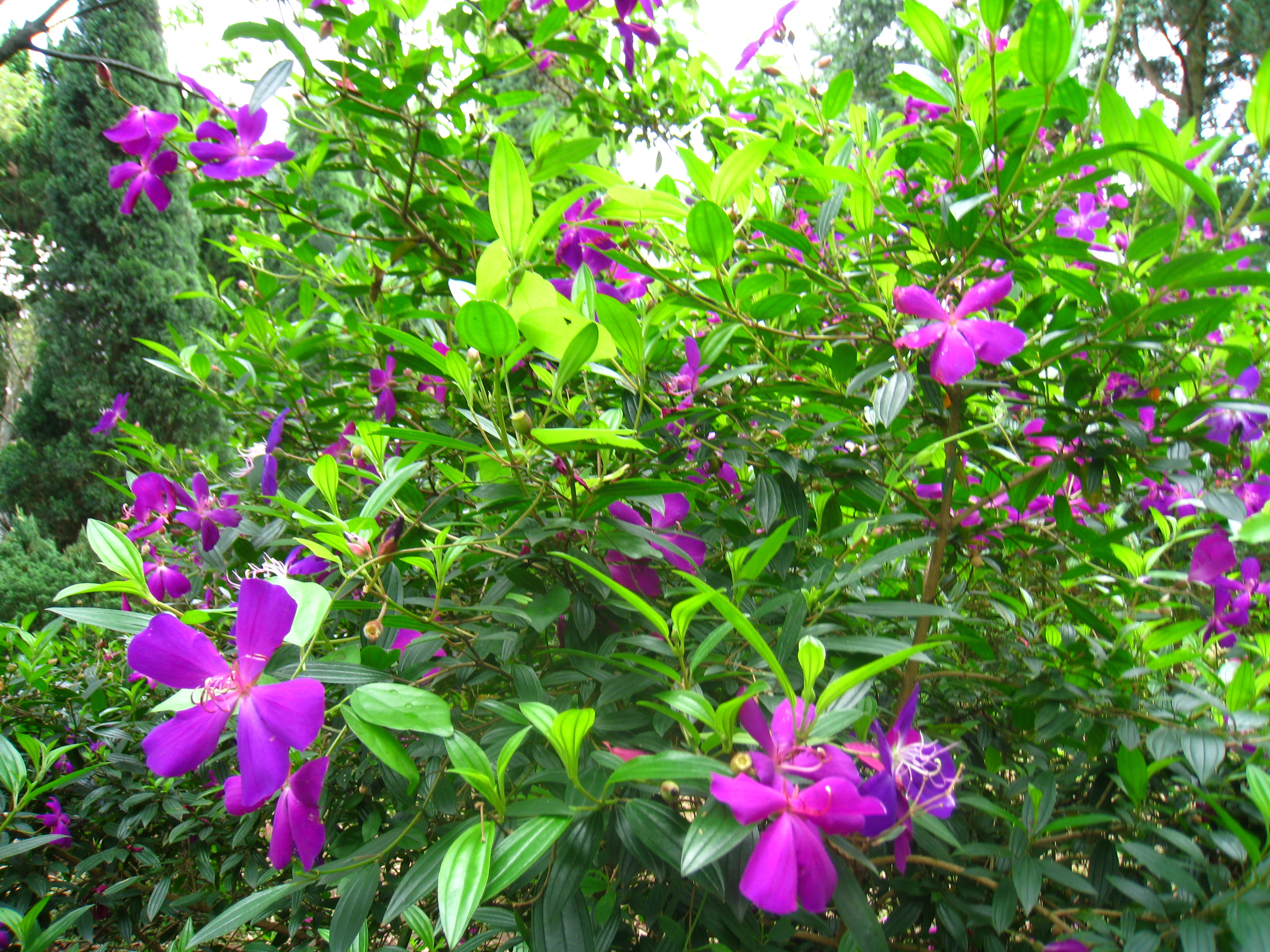
叢邊一景
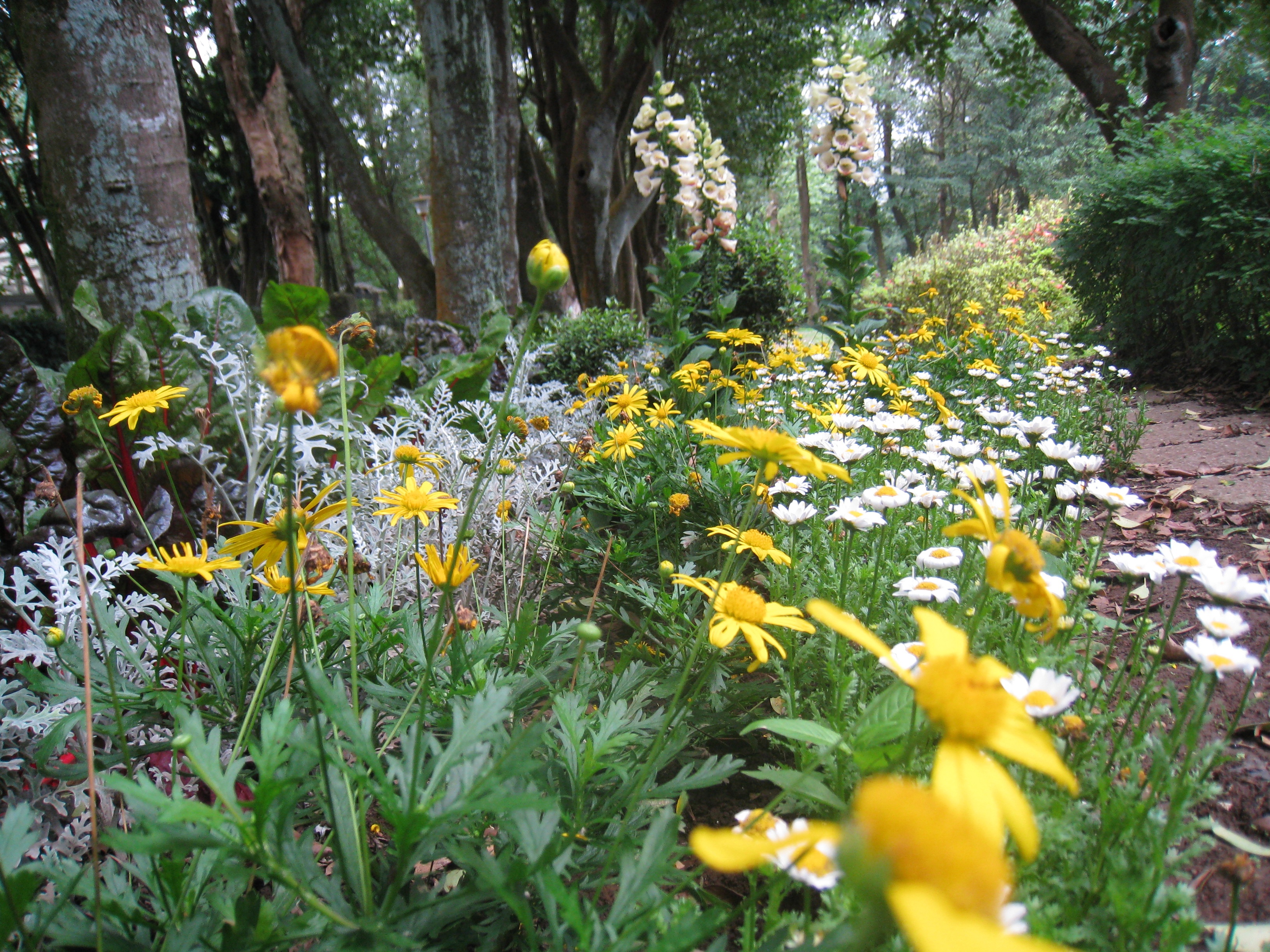
楊桐小徑

## 外部連結
- 臺北市政府工務局公園路燈工程管理處 （页面存档备份，存于）
- 花卉試驗中心-臺北旅遊網